# سیارک ۵۷۶۸
سیارک ۵۷۶۸ (به انگلیسی: 5768 Pittich، نامگذاری:1986TN1) پنج هزار و هفتصد و شصت و هشتمین سیارک کشف شده‌است که در ۴ اکتبر ۱۹۸۶ کشف شد.
قدر مطلق سیارک برابر ۱۳٫۰۰ است.